# تاكايوكي أوكاموتو
تاكايوكي أوكاموتو (باليابانية: 岡本 武行) (8 ديسمبر 1967 في طوكيو في اليابان – )؛ هو لاعب كرة قدم ياباني سابق كان يلعب كحارس مرمى.

## وصلات خارجية
- تاكايوكي أوكاموتو على موقع قاعدة بيانات كرة القدم.إي يو (الإنجليزية)
- تاكايوكي أوكاموتو على موقع Soccerway.com (الإنجليزية)

- J.League Data Site (باليابانية)